# One Right Now
«One Right Now» es una canción del cantante estadounidense Post Malone y del cantante canadiense The Weeknd. Fue lanzado como sencillo a través de Republic Records el 5 de noviembre de 2021.

## Antecedentes
El 2 de noviembre de 2021, Post Malone y The Weeknd publicaron un fragmento de 7 segundos de la canción titulada "PM & TW-ORN-Update.5.nonhyped.w1.mp3" en sus cuentas de instagram. La publicación recibió más de 150.000 me gusta en solo una hora. Si bien inicialmente se desconocía cuál iba a ser el título de la canción pero más tarde el represetante de Malone, Dre London, reveló que la colaboración se titularía «One Right Now». Esta canción marca la primera colaboración entre ambos intérpretes.

## Composición
El sonido se describe como "una pista en el medio tiempo en club sintético". También se puede destacar que ambos cantantes están "armonizados sobre un instrumental optimista". Starr Bowenbank escribió para Billboard que era un "ritmo de sintetizador de amapola" refiriendosé al instrumental. Alex Zidel de HotNewHipHop predice que la canción "dominará la radio durante el resto del año, y probablemente hasta el próximo".

## Video musical
El video musical fue dirigido por Tanu Muino, fue lanzado el 15 de noviembre de 2021. En el video, Malone y The Weeknd se involucran en un tiroteo con los equipos del otro, y concluye con disparos entre ellos al mismo tiempo. El video recuerda mucho al video musical de «Rockstar» de Post Malone

## Créditos
Créditos adaptados de Tidal y Genius.
- Post Malone - voz, composición
- The Weeknd - voz, composición
- Louis Bell - composición, producción, ingeniería de grabación, producción vocal, teclados, sintetizador, programación, batería
- Andrew Bolooki - composición, producción, programación, sintetizador
- Brian Lee - composición, producción
- Billy Walsh - composición de canciones
- Manny Marroquin - mezcla
- Mike Bozzi - masterización

## Posicionamiento en las listas
| listas (2021)                         | posición |
| ------------------------------------- | -------- |
| Alemania (Offizielle Deutsche Charts) | 45       |
| Australia (ARIA)                      | 9        |
| Austria (Ö3 Austria Top 40)           | 34       |
| Bélgica (Flandes) (Ultratop 50)       | 43       |
| Canadá (Canadian Hot 100)             | 7        |
| Dinamarca (Tracklisten)               | 12       |
| Finlandia (Suomen virallinen lista)   | 18       |
| Global 200 (Billboard)                | 9        |
| India (IMI)                           | 8        |
| Irlanda (IRMA)                        | 15       |
| Italia (FIMI)                         | 64       |
| Lituania (AGATA)                      | 17       |
| Países Bajos (Dutch Top 40)           | 25       |
| Países Bajos (Mega Single Top 100)    | 35       |
| Nueva Zelanda (Recorded Music NZ)     | 19       |
| Noruega (VG-lista)                    | 7        |
| Portugal (AFP)                        | 40       |
| Singapur (RIAS)                       | 18       |
| Eslovaquia (Singles Digitál Top 100)  | 26       |
| Sudáfrica (RISA)                      | 32       |
| Corea del Sur (Gaon)                  | 172      |
| Suecia (Sverigetopplistan)            | 10       |
| Suiza (Schweizer Hitparade)           | 35       |
| Reino Unido (UK Singles Chart)        | 20       |
| Estados Unidos (Billboard Hot 100)    | 6        |
| Estados Unidos (Adult Top 40)         | 23       |
| Estados Unidos (Mainstream Top 40)    | 15       |
| Estados Unidos (Rhythmic)             | 10       |

## Historial de lanzamiento
| Región         | Día                    | Formato                      | Versión  | Discográfia | Ref.   |
| -------------- | ---------------------- | ---------------------------- | -------- | ----------- | ------ |
| Varios         | 5 de noviembre de 2021 | Descarga digital y streaming | Original | Republic    | [ 43 ] |
| Italia         | 5 de noviembre de 2021 | Contemporary hit radio       | Original | Universal   | [ 44 ] |
| Estados Unidos | 9 de noviembre de 2021 | Contemporary hit radio       | Original | Republic    | [ 45 ] |